# おしゃれ素肌トーク・美MODE
おしゃれ素肌トーク・美MODE（おしゃれすはだトーク・びモード）は、明色化粧品本舗・桃谷順天館の関連会社・RF28が提供する基礎化粧品ブランド「RF28シリーズ」を紹介する通信販売番組である。
肌の角質が28日間周期で入れ替わるが、手入れを怠ったり、また生活習慣が乱れてしまうと肌にしみやしわを生み出し、肌に悪影響を及ぼしかねない。しかし、石鹸等の通常の手入れ「ケミカルピーリング」を使うと健康な角質まで奪われる恐れがあるので、酵素などを使用した「バイオロジカルピーリング」を採用した特殊な液体を使って古い角質だけを取り除いて手入れをするという意味合いでRF28という商品の名称がつけられた。
この番組はサンテレビジョンなどのローカルテレビ局で放映されている番組で、斉藤慶子の司会と、著名女優やモニターの視聴者らの体験、賞品の特性説明などで構成されている。